# 巴特勒鎮區 (密蘇里州哈里森縣)
巴特勒鎮區（英語：Butler Township）是位於美國密蘇里州哈里森縣的一個行政鎮區。

## 地方資料
巴特勒鎮區的面積為78.21平方千米，當中陸地面積為77.90平方千米，而水域面積為0.31平方千米。根據2020年美國人口普查的數據，當地共有人口97人，而人口密度為每平方千米1.24人。